# Christoph Anton von Migazzi
Christoph Anton von Migazzi (ur. 20 października 1714 w Trydencie, zm. 14 kwietnia 1803 w Wiedniu) – niemiecki biskup rzymskokatolicki, kardynał.

## Życiorys
Urodził się 20 października 1714 roku w Trydencie jako syn hrabiego Vincenza von Migazziego i Therese Aurelii Melchiori. Na chrzcie otrzymał imiona Christoph Bartholomäus Anton. W 1732 roku podjął studia teologiczne na Collegium Germanicum, a następnie na Uniwersytecie La Sapienza, gdzie w 1736 roku otrzymał stopień doktora utroque iure. Na początku studiów został mianowany kanonikiem kapituły katedralnej w Trydencie. 7 stycznia 1738 roku przyjął święcenia prezbiteratu. W 1745 roku został rewidentem Roty Rzymskiej. Cieszył się całkowitym zaufaniem cesarzowej Marii Teresy, która wysyłała go z kilkoma misjami dyplomatycznymi, między innymi po to, by uzyskać dla Franciszka I deklarację lojalności. 20 września 1751 został mianowany arcybiskupem tytularnym Kartaginy i biskupem koadiutorem Mechelen. Sakrę otrzymał 10 października. Rok później został mianowany ambasadorem Austrii w Hiszpanii. W 1756 roku po śmierci biskupa Vác, Migazzi został nominowany na to stanowisko, jednocześnie rezygnując z misji dyplomatycznej. 18 lipca zrezygnował z biskupstwa w Niderlandach Południowych i 20 września przeniósł się do Królestwa Węgier. 23 marca 1757 roku został mianowany arcybiskupem Wiednia. Był przewodniczącym komisji reformującej system edukacji, jednocześnie opowiadając się za ochroną zakonu jezuitów. 23 listopada 1761 roku został kreowany kardynałem prezbiterem, jednak kościół tytularny Czterech Koronatów otrzymał dopiero w kwietniu 1775 roku. Został odznaczony Orderem Świętego Stefana i był protektorem zakonu paulinów. Po ustanowionej w 1773 roku kasacie jezuitów, starał się zachować zakon na terenie cesarstwa, jednak bezskutecznie. Uczestniczył w konklawe 1774–1775. Zmarł 14 kwietnia 1803 roku w Wiedniu, jako ostatni kardynał z nominacji Klemensa XIII.